# Пушкарское
Пушкарское — деревня в Каменском районе Тульской области в составе сельского поселения Яблоневское.

## География
Находится в южной части Тульской области на расстоянии приблизительно 16 км на юго-восток по прямой от села Архангельское, административного центра района.

## История
В 1859 году здесь было учтено 50 дворов, в 1926—128, в конце 1930-х годов — 83.

## Население
Постоянное население составляло 435 человек (1859 год), 669 (1926), 34 (русские 91 %) в 2002 году, 49 в 2010.